# Klötitz
 Klötitz  ist ein Ortsteil der Gemeinde Liebschützberg im Landkreis Nordsachsen in Sachsen.

## Geografie und Verkehrsanbindung
Der Ort liegt nordöstlich von Oschatz und nordwestlich von Strehla an der Kreisstraße K 8925. Nordwestlich, nördlich und östlich des Ortes verläuft die S 27, westlich fließt die Dahle. Nördlich des Ortes erhebt sich der 140 m hohe Hutberg und südöstlich der 198 m hohe Liebschützberg.

## Kulturdenkmale
In der Liste der Kulturdenkmale in Liebschützberg sind für Klötitz zwei Kulturdenkmale aufgeführt:
- das Denkmal für die Gefallenen des Ersten Weltkrieges
- das Wohnhaus eines ehemaligen, um 1820 und später errichteten Vierseithofes (Brückenstraße 22), der einzige authentisch erhaltene Fachwerkbau im Ort